# Running Man
Running Man (кор. 런닝맨; с кор. — «Беглецы», «бегущие») — южнокорейское телешоу, часть блока Good Sunday на канале SBS. Премьера состоялась 11 июля 2010 года, в 2015 году, с длительностью 5 лет, телешоу стало самой долгоиграющей программой на канале SBS, которая превзошла X-Man (полтора года).
Running Man снято в жанре «погоня», жанр разных шоу в городской среде. Ведущие и гости участвуют в миссиях на выживание чтобы выиграть гонку. Она привлекла к себе внимание своим составом участников: Ю Дже Сок, основной ведущий программы, и Ким Джон Кук, после ухода Family Outing, части Good Sunday в феврале 2010.
Комедиант Ха Ха, имеющий большой опыт и успех на очень успешной и долгоживущей передаче как «Бесконечный Вызов»(«Infinity Challenge» MBC, нач. 2005 года по сей день).
Гэри, участник популярного хип-хоп дуэта «Leessang».
Сон Чжун Ки, молодой и красивый актёр, имеющий популярность среди молодежи.
Ли Кван Су, актёр, новичок в сфере развлекательных шоу, по совместительству лучший друг Сон Чжун Ки. Его рост составляет 192 см, он самый высокий и благодаря своему росту получил прозвище «Жираф».
Сон Джи Хё, красивая и привлекательная актриса. Единственная девушка среди состава, но несмотря на это, она не уступает парням и порой идет впереди них.
Джи Сок Джин, тв-ведущий, самый старший участник программы, но возраст не помеха, он также веселится и играет. Дружит с Ю Дже Соком больше 20 лет.

## Участники

### Текущий состав
| Фото | Имя               | Прозвище на шоу | Эпизоды                                             | Комментарий |
| ---- | ----------------- | --- | --------------------------------------------------- | --- |
|      | Ю Дже Сок         | MC Ю, MC Нации, Ю Хёк, Юмс Бонд, Юрус Уиллис, Король Ттакджи, Кузнечик                                                                                   | 1-по н.в. — постоянный участник                     | 1972 г.р. Женат, есть сын и дочь. МС, ведущий, комик. Главный ведущий шоу. Благодаря своему интеллекту и харизме, Ю Дже Сок один из самых популярных участников шоу. Известен тем, что ему удается вырваться из самых сложных ситуаций. Наряду с Ким Джон Куком, считается одной из двух основных сил в гоночных миссиях. Его тематические песни «Step by Step» от New Kids on the Block и «Extreme Ways» от Moby. Его официальный цвет — зелёный. Его животное — кузнечик. |
|      | Джи Сок Джин      | Большеносый Хён, Подсолнух Дже Сока, Гонка-стартер, Импала                                                                                               | 1-по н.в. — постоянный участник                     | 1966 г.р. Женат, есть сын. МС, ведущий, певец. Самый старый и самый слабый член команды. Почти всегда выходит из гонки в самом начале, поэтому остальные участники шутят, что настоящее соревнование начинается только после выбывания Джи Сок Джина. Он также один из самых доверчивых участников, поскольку его легко обмануть, особенно в отношении инвестиций в бизнес, хотя он достаточно умён, что показано его хорошими знаниями истории Кореи. Один из ближайших друзей Ю Дже Сока, с которым дружит больше 20 лет. Его тематическая песня «House You Live In» Пак Чин Ёна, Его официальный цвет — оранжевый. Его животное — импала. |
|      | Ким Джон Кук      | Спарта-Кук, Командир, Тренер Кук, Куки, Мастер Одного Шанса, Тигр                                                                                        | 1-по н.в. — постоянный участник                     | 1976 г.р. Певец, MC, ведущий. Самый сильный участник. Известен своей силой и умом во время гоночных миссий, а также внезапными появлениями, которые часто сопровождаются фразой из фильма «300 Спартанцев» «Это Спарта!». Иногда он показывает свою милую сторону, проявляя своё «эгё». Его тематические песни — «What We Need Is A Hero» Алана Сильвестри, «One Man» и «Gangsta’s Paradise» Кулио, Его официальный цвет — красный. Его животное — тигр. |
|      | ХаХа (Ха Дон Хун) | Хароро, Харед Питт, Плейбой, Пингвин | 1-по н.в. — постоянный участник                     | 1979 г.р. Женат, есть два сына и дочь. MC, рэп-исполнитель, певец. ХаХа — постоянный источник юмора. В самых ранних эпизодах шоу у ХаХа представлял, что он исполнитель главной роли в фильме, созданном его воображением. Он старался быть плейбоем, и признавался в любви почти всем гостям женского пола. Однако это закончилось, когда он и певица Бёль (Byul) поженились. С тех пор Хаха груб к женщинам-гостям. Было показано, что он соперничает с Гэри, прежде чем последний покинул шоу. Близкий друг Ким Джон Кука. Получил прозвище Хароро из-за сходства с Пингвинёнком Пороро. Его тематические песни «Perfect Love» Лютриции Макнил и главная песня мультфильма «Пингвинёнок Пороро». Его официальный цвет — желтый. Его животное — пингвин. |
|      | Сон Джи Хё        | Ас, Мон Джи Хё (Озадаченная Джи Хё), Сон Джи Йо (Плохая Сон Джи), Ищейка Джи Хё, Золотая Джи Хё, Богиня удачи, Королева экстрима, Понедельничная Девушка | 7-по н.в. — постоянный участник, 2-5 — гость        | 1981 г.р. Актриса, MC, ведущая. Славится своей смелостью и удачливостью. Долгое время была единственной девушкой в команде. Своей силой, умом и умениями в гоночных миссиях сравнима с Ю Дже Соком и Ким Джон Куком, за что получила прозвище Ас. Славится своим умением спать всегда и везде, а также озадаченным выражением лица. Вместе с Гери участвовала в официальной любовной линии шоу Понедельничной Парочке до самого его ухода. Её тематическая песня — главная тема игры «Angry Birds». Её официальный цвет — фиолетовый. Её животное — кот. |
|      | Чон Со Мин        | Женская версия Кван Су, Предательница, Сумасшедшая Девушка, Девушка-Магнит, Влюблённая Лягушка, Попугай                                                  | 346-по н.в. — постоянный участник, 224, 343 — гость | 1986 г.р. Актриса, MC. Была официально добавлена в основной состав начиная с 346 эпизода, изначально появившись в качестве гостя на пару эпизодов. Её часто называют женской версией Ли Кван Су из-за ее отношения к сокомандникам и предательств. После отказа Ли Кван Су от роли Плейбоя, взяла на себя эту роль и теперь заигрывает с гостями-парнями, за что и получила прозвище Влюблённая Лягушка. Обладает способность удерживать стальные предметы на своём теле, как магнит. Её тематическая песня «Careless Whisper» Джорджа Майкла и «Tunak Tunak Tun» Далера Менди. Её официальный цвет — тёмно-синий. Её животные — лягушка и попугай. |
|      | Ян Сэ Чан         | Фанат Джон Кука, Клубничка Ян, Номер 8, Новый Король Неудачников, Новый Лакей Джон Кука,                                                                 | 346-по н.в. — постоянный участник, 321, 323 — гость | 1986 г.р. MC, комик. Как и Чон Со Мин, был официально добавлен в основной состав начиная с 346-го эпизода, изначально появившись в качестве гостя на пару эпизодов. Один из самых неудачливых участников. Признан «Номером 8» по внешности. Как самый младший, стал «лакеем» Ким Джон Кука, заменив на этом посту Ли Кван Су. Его официальный цвет — серый. Его животное — сом. |

### Бывшие участники
| Фото | Имя               | Прозвище на шоу                                                                                     | Эпизоды                                                          | Комментарий |
| ---- | ----------------- | --------------------------------------------------------------------------------------------------- | ---------------------------------------------------------------- | --- |
|      | Лиззи (Пак Су Ён) | Пусанская Девчонка                                                                                  | 13-14, 292 — гость, 18-25 — постоянный участник                  | 1992 г.р. Айдол-певица, MC. Ранее самая молодая участница шоу (в 19 лет), Лиззи известна своей милой внешностью и своим «эгё». При разговоре использует уникальный диалект Пусана. Лиззи покинула «Бегущего человека» начиная с 26-го эпизода. Её причина ухода никогда не упоминалась в шоу, но, возможно, из-за конфликтов между съёмками шоу и мероприятиями её айдол-группы After School. Возвращается в качестве гостя в эпизоде 292. Её песня-тема «A-ing» подгруппы After School Orange Caramel. Её официальный цвет — розовый. |
|      | Сон Джун Ки       | Цветочек Джун Ки, Умник Джун Ки, Энтузиаст Джун Ки, Детектив Джун Ки                                | 1-41 — постоянный участник, 66 — гость, 71, 97, 251, 283 — камео | 1985 г.р. Актёр, MC. Известен своим умом, энтузиазмом и оптимизмом, пытаясь разгадать головоломки и выработать стратегию во время гоночных миссий; но всё это чаще всего приводило к окончательному провалу. Начиная с эпизода 41 он оставил постоянный состав, чтобы сосредоточиться на своей актерской карьере. Тем не менее, он появился в эпизоде 66 в качестве гостя, а также в роли камео в эпизодах 71, 97, 251 и 283. Лучший друг Ли Кван Су. Его тематическая песня — «Pretty Boy» M2M. |
|      | Гэри (Кан Хи Гон) | Невозмутимый Гэри, Дикий Гэри, Гэкколас Кейдж Командир-От-Случая-К-Случаю Понедельничный Бойфренд   | 1-324 постоянный участник, 325, 336 — гость                      | 1978 г.р. Женат, есть сын. Рэп-исполнитель, MC. Самый доверчивый и честный участник. На протяжении долгого времени он участвовал в официальной любовной линии шоу вместе с Сон Чжи Хё, а также был неофициальным конкурентом ХаХа. Несмотря на то, что время от времени он казался совершенно невежественным, он известен как «Человек, полный сюрпризов» и «Темная лошадка шоу» во время гоночных миссий. Начиная с эпизода 324 он оставил актерский состав, чтобы сосредоточиться на своей музыкальной карьере, но ненадолго вернулся в следующем эпизоде 325, а потом и в 336 в качестве гостя. Его тематические песни — песни его хип-хоп дуэта Leessang. Его официальный цвет — синий. Его животное — обезьяна. |
|      | Ли Кван Су        | Принц Азии, Кванватар, Обличитель Кван Су, Икона Предательства, Король Неудачников, Кван-Джа, Жираф | 1-559 постоянный участник                                        | 1985 г.р. Актёр, MC, комик. Самый высокий участник шоу. В ранних эпизодах он был известен тем, что смущал остальных участников нелепыми и часто абсурдными слухами о них. Он один из самых слабых игроков, часто первый, кто выбывает во время гоночных миссий. Тем не менее, он легко, без колебаний, может предать своих сокомандников. Хотя иногда показывает свою учтивость и вежливость. После женитьбы Хаха взял на себя роль Плейбоя, но отказался от неё, когда объявил о том, что встречается с актрисой Ли Сон Бин. Настолько популярен, что даже получил прозвище «Принц Азии». Начиная с эпизода 560 оставил актерский состав, чтобы полностью восстановить свое здоровье после аварии. Его тематические песни — «Saint Agnes and the Burning Train» Стинга, главная тема фильма «Враг общества», и «Theme of False Emperor» из игры «Sangokushi Taisen». Его официальный цвет — чёрный. Его животное — жираф. |

## Формат

### Текущий
С 48 эпизода, участники берут часть в серии миссий чтобы стать победителем(победителями) в конце гонки. Формат шоу изменяется от «гоночной миссии + другие миссии» формат в строго одна длинная гонка с непрерывными миссиями во время гонки.

### Предыдущие

#### Эпизод 1
Ведущие и гости были заблокированы в ориентире во время закрытых часов и требовалось покинуть перед часами открытия. В первом эпизоде, они были разделены на две команды и гонялись чтобы найти коды, скрытые в пределах ориентира что требуется для разблокировки главной двери. C итогом в 5 минут, после того, как один был найден, игра была сыграна, чтобы определить, какая команда будет начинать первой в следующей гонке, и проигрывающая команда получала наказание в то время как другие команды дали фору. После того, как все цифры были найдены либо из команд, они подходили к главной двери и вводили код который они считали правильным. Правильной команде было разрешено покинуть ориентир в то время как проигравшая команда была обязана выполнить наказание внутри ориентира.

#### Эпизоды 2-5
Со второго эпизода до пятого эпизода, обе команды соревновались найти «золотых свиней», наполненных деньгами, которые были спрятаны в ориентире, и участвовали в играх в попытке выиграть больше денег. В конце каждого эпизода, команда с большинством денег была объявлена победителем и ей было позволено покинуть достопримечательность в то время как проигравшая команда получала наказание. Деньги, собранные командами были подарены в честь команды-победителя. Зрители могли проголосовать на официальной странице Running Man на команду, которая будет победителем, и счастливчика, который угадал правильно было позволено вставить его/её имя в пожертвование.

#### Эпизоды 6-10
В эпизодах с 6 до 10, последовательный Формат игры был использован где обе команды соревновались, чтобы получить наиболее «Running Man Шаров» (сокращено до «Бегущие Шары» в будущих эпизодах). Бегущие Шары были награждены команде которая нашла мяч, и были также переданы физическим лицам, которые выиграли игру, кто получил «Бегущий шар» из их команды (синий или красный). Каждая из игр и гонок называлась миссией, и они были следующими:
- Миссия 1 рекомендуемые игры, связанные с ориентиром. Ранее «Фото Зона Игра» была сыграна на каждом ориентире.
- Миссия 2 была гоночной миссией.
- Миссия 3 была Досугом за чашкой чая. Эта миссия была прекращена после десятого эпизода из-за противоречий.
- Миссия 4 была Спорт Утренней Команды. Эта миссия транслировалась полностью только в шестом эпизоде, и только основные моменты были показаны в седьмом эпизоде из-за нехватки времени.

В конце каждого эпизода, Бегущие Шары собранных в течение всей ночи были помещены в лотерейный автомат, и цвет первого шара является цветом команды-победителя на ночь. Проигравшая команда была обязана добираться домой на общественном транспорте, а также осуществляет неловкое наказание.

#### Эпизоды 11-25
По состоянию на одиннадцатом эпизоде «Running Man» участники и гости больше не были разделены на две основные команды, за исключением во время гоночной миссии, с меньшими командами или индивидуальные игры использованные и в других миссиях. Все индивидуально заработанные «Бегущие Шары» на протяжении миссий и шары выбранные в ходе лотерейной машины сегмент представляли лица, которые были победителями на ночь. Формат миссии был также изменён:
- Миссия 1 была Вызов 1 vs. X.
- Миссия 2 была Найди Вора. С эпизода 15 это было изменено на различные игры, связанные с ориентиром.
- Миссия 3 была гоночной миссией, Прятки с Колокольчиками.

Как из восемнадцатого эпизода, только те, кто не заслужили «Бегущие Шары» на протяжении всей ночи должны быть наказаны.

#### Эпизоды 26-43
Начиная с двадцать шестого эпизода, гоночная миссия, Прятки с Колокольчиками, была заменена миссий Найди Гостей. Ведущие и гости были заблокированы в ориентире идолжны были получить Бегущие Шары для шанса избежать наказания. Через серию миссий участники «Running Man» делятся на две команды и/или индивидуально заработанные «Running Man».
Формат миссий в эпизодах с 26 до 43 был:
- Миссия 1 была гоночной миссией, Найди Гостей. В эпизодах 39-41, это была миссия Поймай Бегущего Человека.
- Миссия 2 рекомендованные игры, связанные с ориентиром.
- Миссия 3 была схваткой «Один Шанс», которая была сыграна в эпизодах с 27 до 31.

Если здесь было много участников без Бегущих Шаров, они были автоматически наказаны и лотерея не проводилась. Кроме того, если участники преуспели в миссии Один Шанс, они были освобождены от наказания независимо от того, сколько «Бегущих Шаров» каждый из них заработал.
По состоянию эпизода 38 и далее, там были некоторые эпизоды, в которые включены шпион/шпионы. Эти шпионы могут быть частью актерского состава, гость, или оба.

#### Эпизоды 44-47
В эпизодах 44 с 47, персонал (локации ориентира участвующий в игре) голосовал за того, кто по их мнению будет абсолютным победителем игр и станет сторонниками этого участника/команды. Команды решали победителя гоночной миссии, который получал первый Бегущий Шар, и затем две команды соревновались за больше Бегущих Шаров в течение миссий, проходящих в течение двух дней (два эпизода).
Формат миссий был следующим:
- Миссия 1 была гоночной миссией, Найди Гостей.
- Миссия 2 рекомендованные игры, связанные с персоналом ориентира.
- Миссия 3 была второй гоночной миссией.
- Миссия 4 рекомендованные игры, связанные с ориентиром.

Команда с большим количеством Бегущих Шаров была признана победителем и их сторонники получали бонус от их босса.

### Специальные Эпизоды
На протяжении всей истории Running Man, специальные эпизоды развивали с рассказыванием историй и кинематографических эпизодов. Многие из этих эпизодов получили высокую оценку за их трепет и волнение, считаются более качественными.

#### Ю-мс Бонд
- Эпизоды 38, 91, 140, 231

Серии про Ю-мса Бонда славится своим протагонистом, Ю ДжеСок в роли Ю-мса Бонда, который использует водяной пистолет чтобы ликвидировать всех, чтобы завершить миссию. В данных сериях Ю ДжеСок против других участников «Running Man», которые не в курсе, что Ю ДжеСок против них. В эпизоде 38, во время миссии Найди Гостей, здесь не было гостей и Ю ДжеСок должен был исключить остальных участников путём распыления их именного тега водяным пистолетом.

#### Азиатский Кубок Мечты
- Эпизоды 95-97, 153—154, 199—200

«Бегущие» впервые участвовали в «Азиатском Кубке Мечты 2012», проходившем в Таиланде. Ким ДжонКук и Гэри были выбраны после завершения миссий от Пак ЧиСона. С тех пор, Пак ЧиСон пригласил их участвовать в будущих играх. В 2013 матч проводился в Китае и, в 2014, в Индонезии. В Китае, Ю ДжеСок, Хаха, Ким ДжонКук, и Ли Кван Су были выбраны к участию. В Индонезии, все участники играют все, кроме Сон ДжиХё. Через год, участники приняли участие в тренировочных миссиях с Пак ЧиСоном чтобы подготовиться к Азиатскому Кубку мечты до актуального матча. Во многих из этих эпизодов фигурируют прошлые и нынешние звезды футбола, которые иначе трудно увидеть по телевидению.